# 江陰双華ダイヤモンド工具会社
江陰双華ダイヤモンド工具会社（中国語：江阴市双华钻石工具厂 英語：Jiangyin Sunva Diamond Tools Co., Ltd.）は中国の江陰市に本社を置くダイヤモンド工具のメーカーである。

## 概要
江陰双華ダイヤモンド工具会社は中国のダイヤモンド工具メーカー、1996年（平成8年）に設立。主な事業はダイヤモンドやすり、ダイヤモンドホイール、ダイヤモンドペースト、人造ダイヤモンド、焼結ダイヤモンド、回転砥石、ニッケルメッキを使用した電着ダイヤモンドやすり等を製造。
| スタブアイコン | サブスタブ | この項目は、まだ閲覧者の調べものの参照としては役立たない、企業に関連した書きかけの項目です。この項目を加筆・訂正などしてくださる協力者を求めています（PJ:経済）。 |

website: www.sunva.com